# 컨파인드 화이트
컨파인드 화이트는 대한민국의 음악 그룹이다. 2020년 싱글 《독》으로 데뷔했다.

## 음반
- 독 (2020)
- 329 (2022)